# The Hotel Inspector
The Hotel Inspector est une série documentaire qui est diffusée sur la chaîne de télévision britannique, Channel 5 depuis le 29 septembre 2005.
Dans chaque épisode, une hôtelière célèbre (Ruth Watson entre 2005 et 2008 ; Alex Polizzi depuis 2008) rend visite à un hôtel du Royaume-Uni en difficulté et tente de le transformer en donnant des conseils au propriétaire.

## Histoire
La série a commencé le 29 septembre 2005 et a été un succès instantané, la série documentaire a attiré 2,5 millions de téléspectateurs à son apogée ce qui a incité Channel 5 à commander une autre saison. La deuxième saison a été diffusée entre le 6 juillet 2006 et le 24 août 2006, suivie d'une troisième saison entre le 6 septembre 2007 et le 8 novembre 2007. La série documentaire a remporté un Royal Television Society Award en novembre 2006.
Accompagné de la troisième saison, une série dérivée est diffusée, The Hotel Inspector: Unseen ran sur la chaîne de télévision britannique Fiver (maintenant 5*), immédiatement après la fin de la saison 3 de The Hotel Inspector. Cette série a montré des images en caméra cachée, y compris des journaux vidéo pris par les hôteliers, révélant leurs réactions aux opinions de l'inspectrice.
Après trois saisons de The Hotel Inspector, Ruth Watson a laissé un message sur son site indiquant qu'elle ne serait plus présente dans les prochaines saisons, en dépit d'être l'une des séries documentaires les plus regardées de la chaîne. Ruth Watson a ensuite signé un contrat exclusif avec Channel 4 avec des séries documentaire telles que Country House Rescue et Ruth Watson's Hotel Rescue (qui est similaire au format de The Hotel Inspector)
L'hôtelière Alex Polizzi, nièce de Sir Rocco Forte, a succédé à Ruth Watson pour la quatrième saison. En annonçant une nouvelle émission avec Alex Polizzi sur la BBC en juillet 2011, un article dans le Daily Telegraph a suggéré que la saison 8 serait la dernière avec elle. Cependant, en avril 2012, il a été confirmé que la neuvième saison avait été confiée à Alex Polizzi. La neuvième saison de The Hotel Inspector est diffusée entre le 5 juillet 2012 et le 6 septembre 2012.
Quatre nouveaux épisodes, pour revisiter les anciens participants ont été annoncés en juin 2013 et une dixième saison, avec Alex Polizzi, a été confirmée en juillet 2013. La série est diffusée entre le 6 février 2014 et le 27 mars 2014.
Une douzième saison de l'émission a été commandée.

## Émissions
| Saisons | Saisons          | Épisodes | Date de diffusion UK | Date de diffusion UK |
| Saisons | Saisons          | Épisodes | 1er épisode          | Dernier épisode      |
| ------- | ---------------- | -------- | -------------------- | -------------------- |
|         | 1                | 3        | 29 septembre 2005    | 13 octobre 2005      |
|         | 2                | 8        | 6 juillet 2006       | 24 août 2006         |
|         | 3                | 10       | 6 septembre 2007     | 8 novembre 2007      |
|         | Le retour (2008) | 5        | 21 mai 2008          | 18 juin 2008         |
|         | 4                | 6        | 10 juin 2008         | 15 juillet 2008      |
|         | 5                | 8        | 6 juillet 2009       | 24 août 2009         |
|         | 6                | 6        | 22 juillet 2010      | 26 août 2010         |
|         | 7                | 8        | 18 avril 2011        | 6 juin 2011          |
|         | 8                | 8        | 3 octobre 2011       | 21 novembre 2011     |
|         | 9                | 10       | 5 juillet 2012       | 6 septembre 2012     |
|         | Le retour (2013) | 4        | 18 juillet 2013      | 8 août 2013          |
|         | 10               | 8        | 6 février 2014       | 27 mars 2014         |
|         | Le retour (2014) | 4        | 25 juin 2014         | 16 juillet 2014      |
|         | 11               | 8        | 9 avril 2015         | 28 mai 2015          |
|         | Le retour (2015) | 4        | 2 septembre 2015     | 22 septembre 2015    |

Les saisons entre parenthèses dans les titres d'épisodes originaux sont le retour de l'inspectrice dans un établissement déjà visité lors de la saison indiquée.

### Saison 1 (2005)
La saison 1 est diffusée entre le 29 septembre 2005 et le 13 octobre 2005 sur Channel 5.
| Numéro d'épisode | Titre original/Établissement     | Titre français         | Date de diffusion | Audience UK (en millions) |
| ---------------- | -------------------------------- | ---------------------- | ----------------- | ------------------------- |
| 01               | Nandos/Forget-Me-Not Guest House | Titre français inconnu | 29 septembre 2005 | 1.320                     |
| 02               | Hanmer Arms                      | Titre français inconnu | 6 octobre 2005    | 1.350                     |
| 03               | Worlington Hall Hotel            | Titre français inconnu | 13 octobre 2005   | 1.600                     |

### Saison 2 (2006)
La saison 2 est diffusée entre le 6 juillet 2006 et le 24 août 2006 sur Channel 5 à 21h (heure de Londres).
| Numéro d'épisode | Titre original/Établissement     | Titre français         | Date de diffusion | Audience UK (en millions) |
| ---------------- | -------------------------------- | ---------------------- | ----------------- | ------------------------- |
| 01               | Saxonia Guest House              | Titre français inconnu | 6 juillet 2006    | 1.480                     |
| 02               | Langtry Manor Hotel              | Titre français inconnu | 13 juillet 2006   | 1.630                     |
| 03               | Key West Hotel                   | Titre français inconnu | 20 juillet 2006   | 1.600                     |
| 04               | Sparkles Hotel                   | Titre français inconnu | 27 juillet 2006   | 1.590                     |
| 05               | Blossoms Guest House             | Titre français inconnu | 3 août 2006       | 1.860                     |
| 06               | Tasburgh House Hotel             | Titre français inconnu | 10 août 2006      | 2.010                     |
| 07               | Hanmer Arms (Saison 1)           | Titre français inconnu | 17 août 2006      | 2.120                     |
| 08               | Worlington Hall Hotel (Saison 1) | Titre français inconnu | 24 août 2006      | N/A                       |

### Saison 3 (2007)
La saison 3 est diffusée entre le 6 septembre 2007 et le 8 novembre 2007 sur Channel 5 à 21h (heure de Londres), avec la nouvelle série dérivé, The Hotel Inspector: Unseen following sur Five Life à 22h (heure de Londres).
| Numéro d'épisode | Titre original/Établissement    | Titre français         | Date de diffusion | Audience UK (en millions) |
| ---------------- | ------------------------------- | ---------------------- | ----------------- | ------------------------- |
| 01               | Grand Hotel                     | Titre français inconnu | 6 septembre 2007  | 1.430                     |
| 02               | Beech House                     | Titre français inconnu | 13 septembre 2007 | 1.390                     |
| 03               | Safari Hotel                    | Titre français inconnu | 20 septembre 2007 | N/A                       |
| 04               | Butley Priory                   | Titre français inconnu | 27 septembre 2007 | 1.490                     |
| 05               | Weyanoke/East Beach Hotel       | Titre français inconnu | 4 octobre 2007    | N/A                       |
| 06               | St Alfeges/Number 16 B&B        | Titre français inconnu | 11 octobre 2007   | 1.440                     |
| 07               | Haven Hotel/No.78 B&B           | Titre français inconnu | 18 octobre 2007   | 1.530                     |
| 08               | Woodlands Lodge Hotel           | Titre français inconnu | 25 octobre 2007   | N/A                       |
| 09               | Key West Hotel (Saison 2)       | Titre français inconnu | 1er novembre 2007 | 1.810                     |
| 10               | Tasburgh House Hotel (Saison 2) | Titre français inconnu | 8 novembre 2007   | N/A                       |

### The Hotel Inspector - Le retour (2008)
Cette mini-série créée le 21 mai 2008 sur Channel 5 à 21h (heure de Londres). La série est composée entièrement de revisite d'hôtels dans les trois saisons précédentes.
| Numéro d'épisode | Titre original/Établissement         | Titre français         | Date de diffusion | Audience UK (en millions) |
| ---------------- | ------------------------------------ | ---------------------- | ----------------- | ------------------------- |
| 01               | Langtry Manor Hotel (Saison 1)       | Titre français inconnu | 21 mai 2008       | N/A                       |
| 02               | St Alfeges/Number 16 B&B (Saison 3)  | Titre français inconnu | 28 mai 2008       | N/A                       |
| 03               | Grand Hotel (Saison 3)               | Titre français inconnu | 4 juin 2008       | N/A                       |
| 04               | Haven Hotel/No.78 B&B (Saison 3)     | Titre français inconnu | 11 juin 2008      | N/A                       |
| 05               | Weyanoke/East Beach Hotel (Saison 3) | Titre français inconnu | 18 juin 2008      | 1.040                     |

### Saison 4 (2008)
La saison 4 est diffusée entre le 10 juin 2008 et le 12 août 2008 sur Channel 5 à 21h (heure de Londres), avec la nouvelle série dérivé, The Hotel Inspector: Unseen following sur Five Life à 22h (heure de Londres). Alex Polizzi remplace Ruth Watson à partir de cette saison.
| Numéro d'épisode | Titre original/Établissement        | Titre français         | Date de diffusion | Audience UK (en millions) |
| ---------------- | ----------------------------------- | ---------------------- | ----------------- | ------------------------- |
| 01               | Brecon Castle                       | Titre français inconnu | 10 juin 2008      | N/A                       |
| 02               | The Lenchford Inn                   | Titre français inconnu | 17 juin 2008      | N/A                       |
| 03               | Jessop House Hotel                  | Titre français inconnu | 24 juin 2008      | N/A                       |
| 04               | West Usk Lighthouse                 | Titre français inconnu | 1er juillet 2008  | N/A                       |
| 05               | Number Nine                         | Titre français inconnu | 8 juillet 2008    | N/A                       |
| 06               | Garden Lodge Guest house            | Titre français inconnu | 15 juillet 2008   | N/A                       |
| 07               | Langtry Manor (Saison 2)            | Titre français inconnu | 22 juillet 2008   | N/A                       |
| 08               | St Alfeges/Number 16 B&B (Saison 3) | Titre français inconnu | 29 juillet 2008   | N/A                       |
| 09               | Grand Hotel (Saison 3)              | Titre français inconnu | 5 août 2008       | N/A                       |
| 10               | Haven Hotel/NO78 B&B (Saison 3)     | Titre français inconnu | 12 août 2008      | N/A                       |

### Saison 5 (2009)
La saison 5 est diffusée entre le 6 juillet 2009 et le 24 août 2009 sur Channel 5 à 21h (heure de Londres). L'épisode final se passe en Suisse, c'est la première campagne d'inspection à l'international effectuée par le programme.
| Numéro d'épisode | Titre original/Établissement | Titre français         | Date de diffusion | Audience UK (en millions) |
| ---------------- | ---------------------------- | ---------------------- | ----------------- | ------------------------- |
| 01               | The Crown Inn                | Titre français inconnu | 6 juillet 2009    | 1.769                     |
| 02               | The Walpole Bay Hotel        | Titre français inconnu | 13 juillet 2009   | 1.584                     |
| 03               | Sunnyside Hotel              | Titre français inconnu | 20 juillet 2009   | 1.922                     |
| 04               | The Rose and Crown           | Titre français inconnu | 27 juillet 2009   | 2.108                     |
| 05               | The Swan                     | Titre français inconnu | 3 août 2009       | 2.312                     |
| 06               | The African Queen            | Titre français inconnu | 10 août 2009      | 2.260                     |
| 07               | Glangrwyney Court            | Titre français inconnu | 17 août 2009      | 2.123                     |
| 08               | Hotel du Repos               | Titre français inconnu | 24 août 2009      | 2.574                     |

### Saison 6 (2010)
La saison 6 est diffusée entre le 22 juillet 2010 et le 26 août 2010 sur Channel 5 à 21h (heure de Londres).
| Numéro d'épisode | Titre original/Établissement | Titre français         | Date de diffusion | Audience UK (en millions) |
| ---------------- | ---------------------------- | ---------------------- | ----------------- | ------------------------- |
| 01               | The Astor                    | Titre français inconnu | 22 juillet 2010   | 2.033                     |
| 02               | Artist Residence             | Titre français inconnu | 29 juillet 2010   | 1.733                     |
| 03               | Rutland Arms                 | Titre français inconnu | 5 août 2010       | 2.067                     |
| 04               | Sandygate Hotel              | Titre français inconnu | 12 août 2010      | 2.327                     |
| 05               | Windsors Hotel               | Titre français inconnu | 19 août 2010      | 2.169                     |
| 06               | The Kingston Estate          | Titre français inconnu | 26 août 2010      | 2.370                     |

### Saison 7 (2011)
La saison 7 est diffusée entre le 18 avril 2011 et le 6 juin 2011 sur Channel 5 à 21h (heure de Londres).
Cette saison a été considérée comme la dernière série de d'Alex Polizzi, selon un tweet qu'elle a fait sur sa page officielle de Twitter, mettant ainsi l'avenir de l'émission en péril. Cependant, il a été révélé en septembre 2011, que l'inspecteur Hôtel reviendrait le 3 octobre 2011
Les mêmes infographies ont été utiliséEs comme dans la saison précédente, mais une nouvelle chanson AU thème retravaillé a été adoptée. Ce fut la première fois dans l'histoire de l'émission que le thème musical a été modifié. L'émission a également annoncé un concours pendant le pause publicité de l'émission, les prix étaiENt des excursions vers les Maldives, un séjour dans un château en Irlande et un voyage de luxe à l'Ile Maurice.
Dans le tableau ci-dessous les chiffres d'audience ont été fournis par Broadcasters' Audience Research Board (BARB).
| Numéro d'épisode | Titre original/Établissement | Titre français               | Date de diffusion | Audience UK (en millions) |
| ---------------- | ---------------------------- | ---------------------------- | ----------------- | ------------------------- |
| 01               | First In Last Out            | Premier entré, premier sorti | 18 avril 2011     | 2.803                     |
| 02               | Hill House                   | Tendance écolo               | 25 avril 2011     | 1.635                     |
| 03               | Welcome Traveller Inn        | Sauvetage au pays de Galles  | 2 mai 2011        | 1.496                     |
| 04               | Brendan Chase                | Un hôtelier récalcitrant     | 9 mai 2011        | 1.984                     |
| 05               | Merlin Court Hotel           | Retour au Moyen Age          | 16 mai 2011       | 1.818                     |
| 06               | The Hollybush Inn            | Catastrophe au naturel       | 23 mai 2011       | 1.997                     |
| 07               | Grosvenor Hotel              | Fusion et confusion          | 30 mai 2011       | 1.609                     |
| 08               | The White Horse              | La crise d'identité          | 6 juin 2011       | 1.625                     |

### Saison 8 (2011)
La saison 8 est diffusée entre le 3 octobre 2011 et le 21 novembre 2011 sur Channel 5 à 21h (heure de Londres).
Le concours est resté le même, avec l'ajout d'un voyage dans un spa de New Forest.
Le premier épisode a été regardé par plus d'1 million de téléspectateurs, soit moins que le premier épisode de la saison précédente.
Dans le tableau ci-dessous les chiffres d'audience ont été fournis par Broadcasters' Audience Research Board (BARB).
| Numéro d'épisode | Titre original/Établissement | Titre français           | Date de diffusion | Audience UK (en millions) |
| ---------------- | ---------------------------- | ------------------------ | ----------------- | ------------------------- |
| 01               | Milton Lodge                 | Recevoir, tout un art    | 3 octobre 2011    | 1.290                     |
| 02               | Bonnington Beach Hotel       | Alex et l'hôtel pas cher | 10 octobre 2011   | 1.270                     |
| 03               | Madonna Halley Hotel         | A la rescousse !         | 17 octobre 2011   | 1.659                     |
| 04               | The Crown Inn                | Le joyau de la couronne  | 24 octobre 2011   | 1.420                     |
| 05               | Grimscote Manor              | Grabuge au Grimscote     | 31 octobre 2011   | 1.310                     |
| 06               | Who'd A Thought It           | Glamour ou tue-l'amour ? | 7 novembre 2011   | 1.642                     |
| 07               | The New Lyngarth             | La course aux étoiles    | 14 novembre 2011  | 1.518                     |
| 08               | Bodkin House                 | Le Bodkin House          | 21 novembre 2011  | 1.660                     |

### Saison 9 (2012)
La saison 9 est diffusée entre le 5 juillet 2012 et le 6 septembre 2012 sur Channel 5 à 21h (heure de Londres). Les épisodes 9 et 10 sont de revisite d'ancien hôtelier en difficulté.
| Numéro d'épisode | Titre original/Établissement     | Titre français                 | Date de diffusion | Audience UK (en millions) |
| ---------------- | -------------------------------- | ------------------------------ | ----------------- | ------------------------- |
| 01               | The Clover                       | Hôtel spa naturiste en danger  | 5 juillet 2012    | 1.915                     |
| 02               | The Oakland                      | Hôtel ou boîte de nuit ?       | 12 juillet 2012   | 1.897                     |
| 03               | The Caspian                      | Un Bed & Breakfast très kitsch | 19 juillet 2012   | 1.697                     |
| 04               | The Bellingham                   | Saloon vs bistrot chic         | 26 juillet 2012   | 1.864                     |
| 05               | Mansion Lions                    | Un 3 étoiles pour retraités    | 2 août 2012       | 1.589                     |
| 06               | The Meudon                       | Voyage dans le temps           | 9 août 2012       | 1.685                     |
| 07               | The White Hart                   | Chasseuse de fantômes          | 16 août 2012      | 1.767                     |
| 08               | Godolphin Arms Hotel             | Une hôtelière au grand cœur    | 23 août 2012      | 2.122                     |
| 09               | The Walpole Bay Hotel (Saison 5) | Titre français inconnu         | 30 août 2012      | 1.969                     |
| 10               | The African Queen (Saison 5)     | Titre français inconnu         | 6 septembre 2012  | 1.579                     |

### The Hotel Inspector - Le retour (2013)
Composée de quatre épisodes qui reviennent à des emplacements précédents a été annoncé en juin 2013. Elle est diffusée entre le 8 août 2013 et le 29 août 2013 sur Channel 5 à 21h (heure de Londres).
| Numéro d'épisode | Titre original/Établissement     | Titre français         | Date de diffusion | Audience UK (en millions) |
| ---------------- | -------------------------------- | ---------------------- | ----------------- | ------------------------- |
| 01               | The Artist Residence (Saison 6)  | Titre français inconnu | 8 août 2013       | 1.340                     |
| 02               | The First in Last Out (Saison 7) | Titre français inconnu | 15 août 2013      | 1.671                     |
| 03               | Who’d a Thought It (Saison 8)    | Titre français inconnu | 22 août 2013      | 1.210                     |
| 04               | The Caspian Hotel (Saison 9)     | Titre français inconnu | 29 août 2013      | 1.530                     |

### Saison 10 (2014)
La saison 10 est diffusée entre le 6 février 2014 et le 27 mars 2014 sur Channel 5 à 21h (heure de Londres).
| Numéro d'épisode | Titre original/Établissement | Titre français           | Date de diffusion | Audience UK (en millions) |
| ---------------- | ---------------------------- | ------------------------ | ----------------- | ------------------------- |
| 01               | Epstein House                | L'hôtel des Beatles      | 6 février 2014    | 1.279                     |
| 02               | The Vidella                  | Un hôtel haut en couleur | 13 février 2014   | 1.174                     |
| 03               | Eden Lodge                   | L'Eden Lodge             | 20 février 2014   | 1.751                     |
| 04               | Alexandra Hotel              | Alexandra Hotel          | 27 février 2014   | 1.441                     |
| 05               | Paramount                    | Mission impossible ?     | 6 mars 2014       | 1.366                     |
| 06               | The Gungate                  | La guerre des étoiles    | 13 mars 2014      | 1.578                     |
| 07               | The Green Man                | Carton jaune             | 20 mars 2014      | 1.600                     |
| 08               | Waterhall Country Hotel      | À deux doigts du crash   | 27 mars 2014      | 1.481                     |

### The Hotel Inspector - Le retour (2014)
Composée de quatre épisodes qui reviennent à des emplacements précédents, diffusée entre le 26 juin 2014 et le 17 juillet 2014 sur Channel 5 à 21h (heure de Londres).
Dans le tableau ci-dessous les chiffres d'audience ont été fournis par Broadcasters' Audience Research Board (BARB), pour les chaînes Channel 5 et Channel 5+1.
| Numéro d'épisode | Titre original/Établissement             | Titre français         | Date de diffusion | Audience UK (en millions) |
| ---------------- | ---------------------------------------- | ---------------------- | ----------------- | ------------------------- |
| 01               | The Meudon, Falmouth (Saison 9)          | Titre français inconnu | 26 juin 2014      | 1.522                     |
| 02               | The Oakland Hotel, Essex (Saison 9)      | Titre français inconnu | 3 juillet 2014    | 1.370                     |
| 03               | Godoplhin Arms Hotel, Newquay (Saison 9) | Titre français inconnu | 10 juillet 2014   | 1.263                     |
| 04               | The White Hart, St Albans (Saison 9)     | Titre français inconnu | 17 juillet 2014   | 1.530                     |

### Saison 11 (2015)
La saison 11 est diffusée entre le 9 avril 2015 et le 28 mai 2015 sur Channel 5 à 21h.
Dans le tableau ci-dessous les chiffres d'audience ont été fournis par Broadcasters' Audience Research Board (BARB), pour les chaînes Channel 5 et Channel 5+1.
| Numéro d'épisode | Titre original/Établissement | Titre français         | Date de diffusion | Audience UK (en millions) |
| ---------------- | ---------------------------- | ---------------------- | ----------------- | ------------------------- |
| 01               | The Fieldhead                | Titre français inconnu | 9 avril 2015      | 1.451                     |
| 02               | Harmony B&B                  | Titre français inconnu | 16 avril 2015     | 1.365                     |
| 03               | Albion House                 | Titre français inconnu | 23 avril 2015     | 1.216                     |
| 04               | Hotel Celebrity              | Titre français inconnu | 30 avril 2015     | 1.247                     |
| 05               | Mountain View                | Titre français inconnu | 7 mai 2015        | N/A                       |
| 06               | Grant Arms Hotel             | Titre français inconnu | 14 mai 2015       | N/A                       |
| 07               | Little Thatch Inn            | Titre français inconnu | 21 mai 2015       | N/A                       |
| 08               | Le Casa Hotel                | Titre français inconnu | 28 mai 2015       | N/A                       |

### The Hotel Inspector - Le retour (2015)
Composée de quatre épisodes qui reviennent à des emplacements précédents, diffusée entre le 1er septembre 2015 et le 22 septembre 2015 sur Channel 5 à 21h (heure de Londres).
L'épisode 4 de cette saison signe le 100e épisode de l'émission.
| Numéro d'épisode | Titre original/Établissement    | Titre français         | Date de diffusion | Audience UK (en millions) |
| ---------------- | ------------------------------- | ---------------------- | ----------------- | ------------------------- |
| 01               | The Paramount Hotel (Saison 10) | Titre français inconnu | 2 septembre 2015  | N/A                       |
| 02               | Glangrwyney Court (Saison 5)    | Titre français inconnu | 8 septembre 2015  | N/A                       |
| 03               | Eden Lodge (Saison 10)          | Titre français inconnu | 15 septembre 2015 | N/A                       |
| 04               | The Caspian (Saison 9)          | Titre français inconnu | 22 septembre 2015 | N/A                       |